# Julien Ries
Julien Ries (Fouches, 19 april 1920 – Doornik, 23 februari 2013) was een Belgisch priester, internationaal gerenommeerd antropoloog en godsdiensthistoricus en een kardinaal van de Rooms-Katholieke Kerk.
"De grootste levende specialist van de religies”, schreef de Italiaanse krant Corriere della Sera in 2009 over Ries. Aan de UCL was hij directeur van het Centre d’histoire des religions dat vandaag zijn naam draagt. Bij zijn ontvangst van het eredoctoraat aan de Katholieke Universiteit van Milaan in 2010 werd hij de stichter van de huidige religieuze antropologie genoemd. Een jaar voordien, in 2009, werd daar het "archivio Julien Ries" geopend.
Een neerslag van de nieuwe fundamentele antropologie van de religie zijn de verschillende volumes van de reeks Treatise on the Anthropology of the Sacred, die Ries samen met de Amerikaanse antropoloog Lawrence E. Sullivan (van 1990 tot 2003 hoofd van het Centre for the Study of World Religions aan de Harvard-universiteit) leidde en waaraan geleerden uit de hele wereld samenwerkten. Ries is de denker die de uitdrukking “homo religiosus” (de mens als religieus wezen) populair maakte. Ries kwam met zijn onderzoek tot dezelfde conclusie als Yves Coppens, de bekende Franse paleontoloog en ontdekker van Lucy (=Australopithecus afarensis): “vanaf het begin is de mens een religieuze mens”.
De Académie française eerde hem in 1986 en 1987 met prijzen voor zijn hele oeuvre. Zijn verzameld werk werd vanaf 2010 nieuw uitgegeven en in verschillende talen vertaald. Twee van zijn boeken zijn ook in het Nederlands verschenen bij uitgeverij Brepols.

## Biografie
Na het behalen van een licentie in de oosterse filologie en geschiedenis en zijn doctoraat in de theologie gaf Ries vanaf 1960 les aan de UCL. Sinds 1970 leidde hij aldaar het Centre d'Histoire des Religions. Van 1979-1985 was Ries lid van de Pauselijke Raad voor de Interreligieuze Dialoog. In 1990 ging Ries als 70-jarige met emeritaat.
Tijdens deze jaren en ook erna werkte hij aan meer dan 680 publicaties over de geschiedenis van de religies van de prehistorie tot vandaag. Het gros daarvan zijn wetenschappelijke publicaties. Hij was ook de auteur van enkele populaire boeken en boeken voor de jeugd over de grote religies (over het boeddhisme, het hindoeïsme, de islam, de inheemse religies in Afrika en Australië, enzovoorts).
In 2009 opende de grootste katholieke universiteit van Europa, die van Milaan (=UCSC), het “archivio Julien Ries”. Dat archief bevatte de hele bibliotheek van Julien Ries die hij aan de universiteit schonk: al zijn manuscripten, notities en documenten die zijn antropologisch onderzoek betroffen. Een belangrijk onderdeel daarvan was de intensieve correspondentie die hij met wetenschappers uit de hele wereld gevoerd heeft (onder meer met Claude Lévi-Strauss die in de Académie française voorstelde om Ries te eren voor zijn oeuvre).
Op 23 januari 2012 werd Ries benoemd tot titulair aartsbisschop van Bellicastrum. Zijn bisschopswijding vond op 11 februari 2012 plaats in Villers-Saint-Amand door de apostolisch nuntius in België, Giacinto Berloco.
Ries werd tijdens het consistorie van 18 februari 2012 kardinaal gecreëerd; hij was de eerste antropoloog die kardinaal werd. Hij kreeg de rang van kardinaal-diaken. Zijn titeldiakonie werd de Sant’Antonio di Padova a Circonvallazione Appia; het was de eerste keer dat deze kerk als titeldiakonie fungeerde.
Julien Ries overleed uiteindelijk één jaar later op bijna 93-jarige leeftijd.

## Onderscheidingen
- “Honorary life member” van de "International Association for the History of Religions"
- In 1986 kreeg Ries de Dumas Miller prijs van de Académie française voor zijn werk.
- In 1987 kreeg Ries ook de Furtado prijs van dezelfde Académie française voor zijn hele oeuvre.
- In 2000 kreeg Ries samen met Lawrence E. Sullivan (toen hoofd van het Centre for the Study of World Religions aan de Harvard-universiteit) de Hans Christian Andersen prijs voor beste series in jeugd-literatuur voor hun 12 volumes voor de jeugd Religions of Humanity.[14]
- Op 27 oktober 2010 bekroonde de Katholieke Universiteit van Milaan het werk van de toen 90-jarige Ries met een eredoctoraat in de filosofie wegens "de intrinsieke waarde van zijn studie" en zijn "onvermoeibare wetenschappelijke en culturele activiteiten".[15] Hij ontving het doctoraat honoris causa uit handen van rector magnificus Lorenzo Ornaghi, die later minister van cultuur in Italië werd in het kabinet Monti.[16]

- Bibsys: 90276376
- Biblioteca Nacional de España: XX1088649
- Bibliothèque nationale de France: cb12016694x (data)
- Catàleg d'autoritats de noms i títols de Catalunya: 981058514011906706
- CiNii: DA04612767
- Gemeinsame Normdatei: 119346583
- International Standard Name Identifier: 0000 0001 2142 3860
- Library of Congress Control Number: n82008281
- Nationale Bibliotheek van Tsjechië: xx0094444
- Nationale bibliotheek van Australië: 36552416
- Nationale Bibliotheek van Israël: 987007583227905171
- Nationale en Universitaire bibliotheek Zagreb: 000674554
- Nederlandse Thesaurus van Auteursnamen: 068954778
- Réseau des bibliothèques de Suisse occidentale: 02-A003746126
- Istituto Centrale per il Catalogo Unico: CFIV009832
- SNAC: w6tk367w
- Système universitaire de documentation: 028303474
- Trove: 1288245
- Virtual International Authority File: 86420352
- WorldCat: E39PBJcwDctFQ4RVHfKGJPHV4q